# Schizoboea kamerunensis
Schizoboea kamerunensis är en tvåhjärtbladig växtart som först beskrevs av Engler, och fick sitt nu gällande namn av Brian Laurence Burtt. Schizoboea kamerunensis ingår i släktet Schizoboea och familjen Gesneriaceae. Inga underarter finns listade i Catalogue of Life.